# Ernest Henley
Ernest John Henley (31 marzo 1889 – 14 marzo 1962) è stato un velocista britannico, specializzato nei 400 metri piani.

## Palmarès
- Giochi olimpici

Stoccolma 1912: bronzo nella staffetta 4×400 metri.